# 1858 w muzyce
Wydarzenia muzyczne w 1858 roku.

## Urodzili się
- 4 stycznia – Victor Léon, austriacki librecista pochodzenia żydowsko-węgierskiego, współautor libretta do Wesołej wdówki (zm. 1940)
- 21 stycznia – Mel Bonis, francuska kompozytorka (zm. 1937)
- 10 lutego – Karl Pohlig, niemiecki dyrygent, pianista i kompozytor (zm. 1928)
- 15 lutego – Marcelina Sembrich-Kochańska, polska śpiewaczka, sopran o międzynarodowej sławie (zm. 1935)
- 22 marca – Edwin Jahnke, polski skrzypek, pedagog, działacz muzyczny (zm. 1933)
- 24 marca – Timothee Adamowski, polski skrzypek, dyrygent i kompozytor działający w Stanach Zjednoczonych (zm. 1943)
- 2 kwietnia – Alfons Szczerbiński, polski kompozytor (zm. 1895)
- 16 kwietnia – Stanisław Barcewicz, polski skrzypek, dyrygent i pedagog (zm. 1929)
- 23 kwietnia – Ethel Smyth, angielska kompozytorka i sufrażystka; autorka sześciu oper, komponowała muzykę orkiestrową, kameralną i chóralną (zm. 1944)
- 6 maja – Georges Hüe, francuski kompozytor (zm. 1948)
- 22 maja – Jurij Pilk, serbołużycki historyk i kompozytor (zm. 1926)
- 16 lipca – Eugène Ysaÿe, belgijski kompozytor i skrzypek (zm. 1931)
- 1 sierpnia – Hans Rott, austriacki kompozytor (zm. 1884)
- 15 sierpnia – Emma Calvé, francuska śpiewaczka (mezzosopran) (zm. 1942)
- 13 września – Catharinus Elling, norweski kompozytor, dyrygent i organista, kolekcjoner folkloru muzycznego (zm. 1942)
- 15 września – Jenő Hubay, węgierski skrzypek i kompozytor (zm. 1937)
- 29 września – Leopoldo Mugnone, włoski kompozytor i dyrygent (zm. 1941)
- 11 listopada – Alessandro Moreschi, włoski śpiewak, ostatni śpiewający kastrat (zm. 1922)
- 19 grudnia – Władysław Jamiński, polski aktor i śpiewak (tenor) (zm. 1931)
- 22 grudnia – Giacomo Puccini, włoski kompozytor muzyki operowej (zm. 1924)
- 31 grudnia – Vincas Kudirka, litewski lekarz, dziennikarz, poeta, muzyk i kompozytor (zm. 1899)

Data dzienna nieznana
- Seweryn Berson, polski kompozytor, krytyk muzyczny, prawnik (zm. 1917)

## Zmarli
- 23 stycznia – Luigi Lablache, włoski śpiewak operowy (bas) (ur. 1794)
- 1 marca – Kazimierz Michał Skibiński, polski aktor, śpiewak, reżyser, dyrektor teatru (ur. 1786)
- 3 kwietnia – Sigismund Neukomm, austriacki kompozytor, dyrygent, pianista, organista i krytyk muzyczny (ur. 1778)
- 7 kwietnia – Anton Diabelli, austriacki kompozytor i wydawca muzyki (ur. 1781)
- 11 kwietnia – Bernard Sarrette, francuski kapelmistrz, pedagog i organizator życia muzycznego (ur. 1765)
- 12 kwietnia – Siegfried Dehn, niemiecki teoretyk muzyki, wydawca, nauczyciel i bibliotekarz (ur. 1799)
- 16 kwietnia – Johann Baptist Cramer, niemiecki pianista i kompozytor (ur. 1771)
- 18 maja – Friedrich Martin Ferdinand Oelschläger, niemiecki kompozytor i dyrygent (ur. 1798)
- 3 czerwca – Julius Reubke, niemiecki kompozytor, pianista i organista (ur. 1834)
- 12 czerwca – William Horsley, angielski kompozytor i organista (ur. 1774)
- 24 sierpnia – Francis Edward Bache, angielski organista i kompozytor (ur. 1833)
- 5 września – Amelia Załuska, polska kompozytorka, poetka, malarka (ur. 1805)
- 31 października – Carl Thomas Mozart, austriacki pianista, syn Wolfganga Amadeusa Mozarta i jego żony Konstancji (ur. 1784)
- 27 grudnia – Alexandre-Pierre-François Boëly, francuski kompozytor, organista i pianista (ur. 1785)

## Muzyka poważna

### Opera
- 1 stycznia – w Warszawie odbyła się prapremiera IV aktowej opery Halka Stanisława Moniuszki[1][2]
- 24 września – w Warszawie odbyła się prapremiera opery Flis Stanisława Moniuszki[3]
- 21 października – w Paryżu odbyła się prapremiera operetki Orfeusz w piekle Jacques’a Offenbacha[1][4]